# B-Zell-Rezeptor

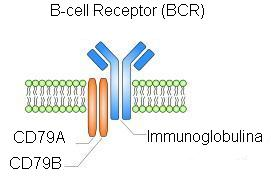
Der B-Zell-Rezeptor beinhaltet CD79 und einen Antikörper.

Der B-Zell-Rezeptor (englisch B-cell receptor, BCR) ist ein Transmembranprotein und Rezeptor auf B-Zellen, dessen Bestandteil ein Antikörper ist. Der BCR ist ein zentraler Bestandteil der humoralen Immunantwort.

## Eigenschaften
Nach der spezifischen Bindung eines Antigens durch den transmembranen Antikörper des BCR werden B-Zellen aktiviert und sind, wenn sie durch Zytokine der T-Zellen angeregt werden, zur Zellteilung und zur Zelldifferenzierung in B-Gedächtniszellen und B-Plasmazellen bereit. Der BCR besitzt zwei Funktionen, eine zur Signaltransduktion und eine zur Endozytose und zur Einleitung der Antigenpräsentation von Peptiden an MHC-2. Defekte im BCR führen zu einer Beeinträchtigung der Produktion von Antikörpern und der Signaltransduktion, welche in einer Immundefizienz, Autoimmunität oder Malignität resultiert.

## Aufbau
Der B-Zell-Rezeptor besteht aus einer Ligandenbindungsfunktion (in Folge auch aus einer Oligomerisierungsfunktion) und einer Signaltransduktionsfunktion. Die Ligandenbindung erfolgt durch den gebundenen Antikörper (IgD, IgM, IgA oder IgE) und führt zu den Funktionen der Oligomerisierung, der Opsonisierung, der Komplementaktivierung und der Neutralisation. Die Signaltransduktion erfolgt über das Heterodimer CD79 A und B, deren Bestandteile A und B über Disulfidbrücken verbunden sind. Durch Bindung eines Korezeptor-Proteinkomplexes aus CD19, CD21 (synonym CR2) und CD81 (synonym TAPA-1) wird die Signaltransduktion um etwa den Faktor 100 verstärkt. Dadurch kann auch eine Komplementaktivierung zu einer Aktivierung des BCR führen. CD79 A und B sind Transmembranproteine mit ITAM-Motiven auf der zytosolischen Seite zur intrazellulären Signalweiterleitung.

## Signaltransduktion

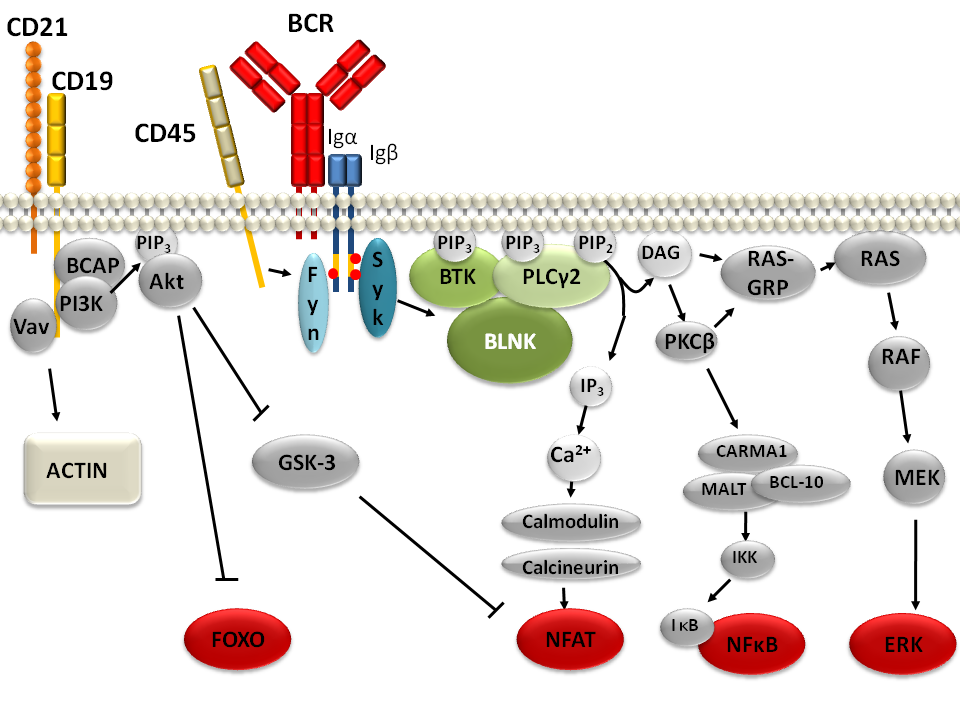
Signaltransduktion am BCR.

Bindet der B-Zell Rezeptor ein passendes Antigen, so werden die ITAM Motive von Tyrosinkinasen der SRC Family, unter anderem LYN, FYN und BLK, phosphoryliert. An die phosphorylierten Tyrosinreste kann die Tyrosinkinase Syk binden, die wiederum das Gerüstprotein BLNK an mehreren Stellen phosphoryliert. BLNK kann nun weitere Signalproteine binden, die das Signal in den Zellkern weiterleiten.
Die Weiterleitung des Signals erfolgt über Phospholipase Cγ (PLC-γ)  und NFAT, über die PI3K, über die IKK und NF-κB, sowie über die ERK. Die Signaltransduktion ist weiterhin durch nichtkodierende Ribonukleinsäuren beeinflusst. Über die IKK und NF-κB wird durch CD79 und andere Proteine die PLC-γ aktiviert, anschließend bindet die PLC-γ an c-SMAC und hydrolysiert PIP2 zu IP3 und Diacylglycerol, zwei sekundären Botenstoffen.
Verschiedene Mutationen des B-Zell-Rezeptors sind an der Entstehung von B-Zell-Tumoren beteiligt. Möglicherweise liegt dies an einer Daueraktivierung des BCR, oder an Unterschieden in der Oligomerisierung.